# Landbouw en veeteelt
Landbouw en veeteelt is een bronzen beeld van de Nederlandse kunstenaar Wladimir de Vries (1917-2001). Het staat op de Herebrug in de stad Groningen. Het is beter bekend als Blote Bet en wordt ook wel Stedenmaagd genoemd.

## Achtergrond
Aan het eind van de Tweede Wereldoorlog raakte de oude Herebrug bij de bevrijdingsstrijd beschadigd. Bovendien was de brug niet berekend op het flink toegenomen autoverkeer. In 1951 werd daarom door de gemeenteraad besloten de brug te vervangen. In de zomer van 1952 werd een noodbrug aangelegd en kon de afbraak van de oude Herebrug beginnen.
In de begroting voor de nieuwe brug was in het kader van de percentageregeling ook een post opgenomen voor verfraaiing. De stad-Groninger beeldhouwer Wladimir de Vries, van wie eerder het Veulen aan de Radesingel was geplaatst, werd door het gemeentebestuur benaderd. Hij kreeg de opdracht voor een ontwerp dat verband hield met de stad Groningen.
Op 19 december 1953 werd de nieuwe brug feestelijk in gebruik genomen. Landbouw en veeteelt werd daarbij niet officieel onthuld. Burgemeester Tuin noemde het beeld wel in zijn openingsrede, hij noemde het "een zinnebeeld van de eenheid van Stad en Ommelanden".

## Controversieel
De Vries koos voor een ontwerp van een jong meisje, dat als Stedenmaagd de stad symboliseert. De korenaren voor het lichaam van het meisje en het kalfje geven de verbondenheid van de stad met het ommeland, een gebied van landbouw en veeteelt, weer.
Landbouw en veeteelt was het eerste naaktbeeld in de stad. Dat leidde al tijdens de voorbeschouwing van het ontwerp bij het gemeentebestuur tot hilariteit toen de onderwijswethouder vroeg "Blijft dat zo naakt, schilder?"
Johan Dijkstra, lid van de lokale Raad voor de Kunst die het gemeentebestuur adviseerde over het beeld, vond het beeld daarentegen aan de kuise kant. Enig serieus punt van kritiek was de houding van de voet op de kop van het kalf. Met de bezetting nog vers in het geheugen, vond een aantal dat het ontwerp op dat punt wat aangepast zou kunnen worden. Toen De Vries twee wethouders op bezoek kreeg om een afrondend gesprek te hebben, werd dit met hem besproken. Hij stelde zijn bezoek gerust en kreeg de definitieve opdracht. De Vries heeft het ontwerp echter nooit aangepast.
Na de plaatsing van het beeld kwamen brieven bij de krant binnen van mensen die zich onder andere stoorden aan de naaktheid van het beeld. Het beeld kreeg als snel de bijnaam Blote Bet. Het raakte in de loop der jaren meer geaccepteerd en de afbeelding ervan werd gebruikt op onder andere ansichtkaarten en een theelepel. Het beeld zelf werd meerdere malen voorzien van een beha of andere kledingstukken.
In 1997 legde Henk van Os in zijn programma Beeldenstorm een link tussen de controverse over de naaktfoto's van Andres Serrano in het Groninger Museum en de controverse bij de plaatsing van Landbouw en veeteelt.

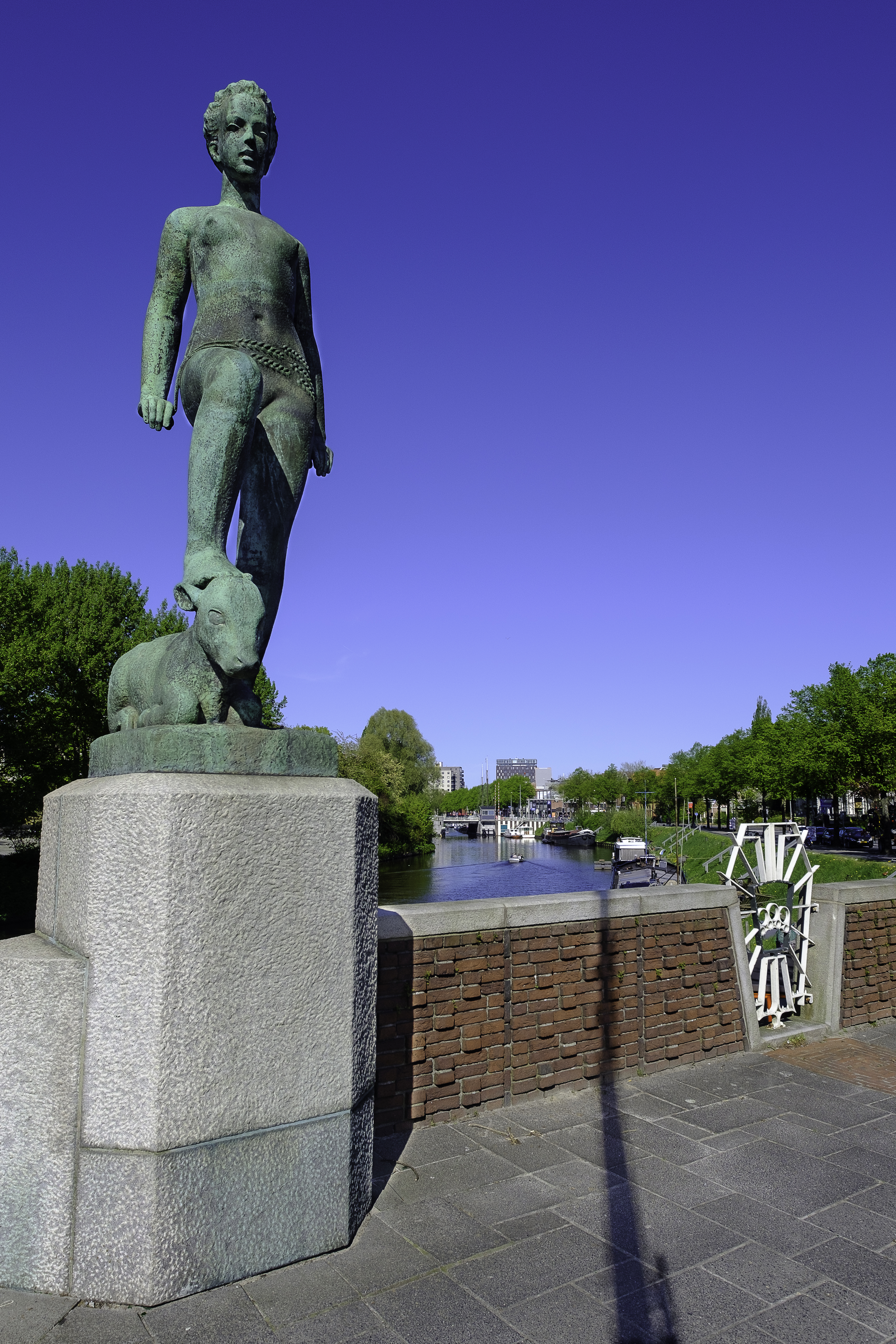
Het beeld met rechts het Verbindingskanaal
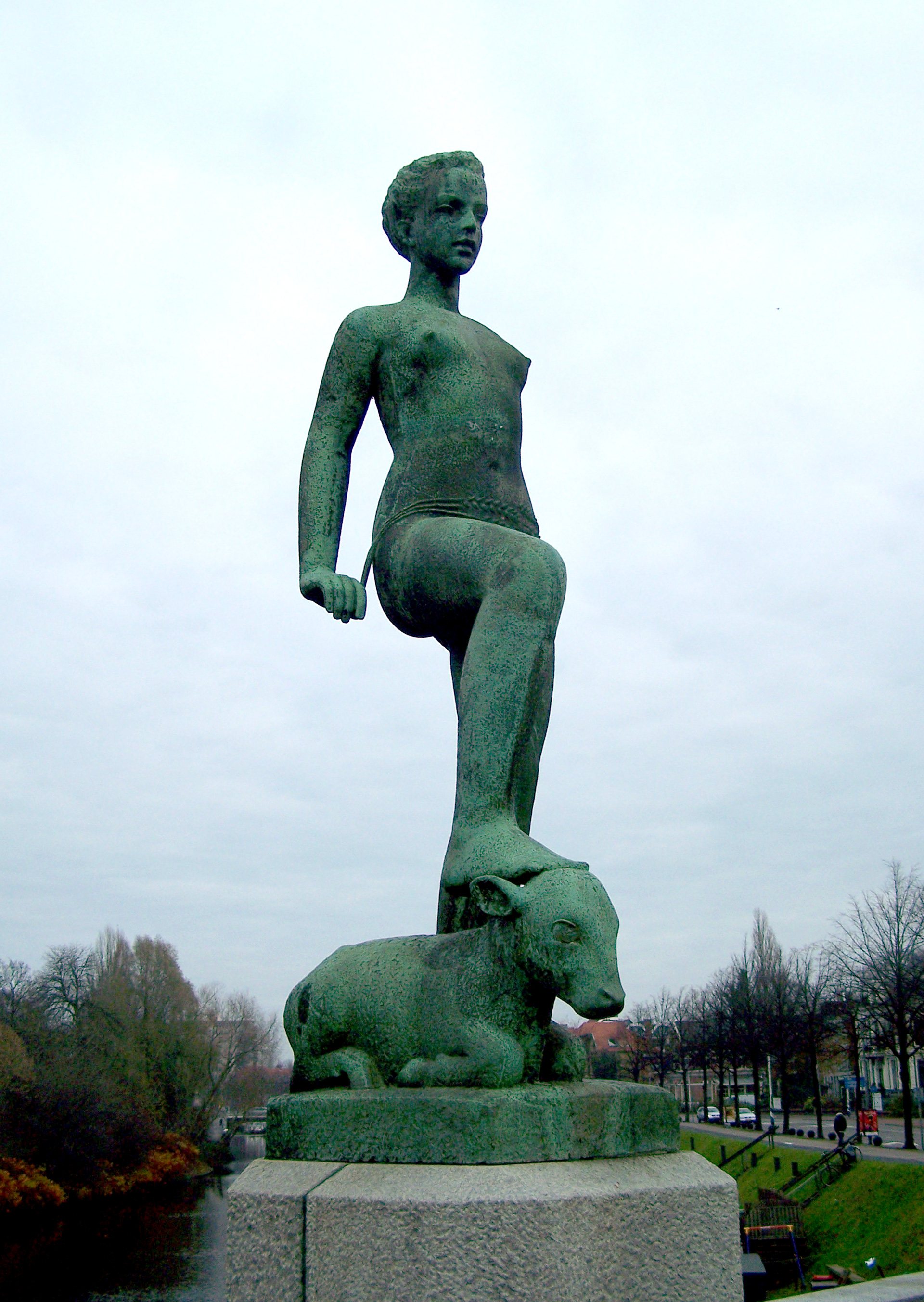

## Monumentenstatus
Het beeld is samen met de Herebrug aangewezen als gemeentelijk monument, "vanwege de cultuurhistorische waarde te vinden in de emotionele en herkenbaarheidswaarde van het standbeeld" en de "kunsthistorische waarde van het beeldhouwwerk als zijnde een vroeg en markant ontwerp in het oeuvre van Wladimir de Vries die een van de belangrijkste representanten van de naoorlogse Groninger beeldhouwkunst is geweest waarvan enkele van zijn werken onderdeel van het stadsbeeld zijn geworden".